# Shout Out Louds
Shout Out Louds ist eine schwedische Indie-Rockband aus Stockholm.

## Bandgeschichte

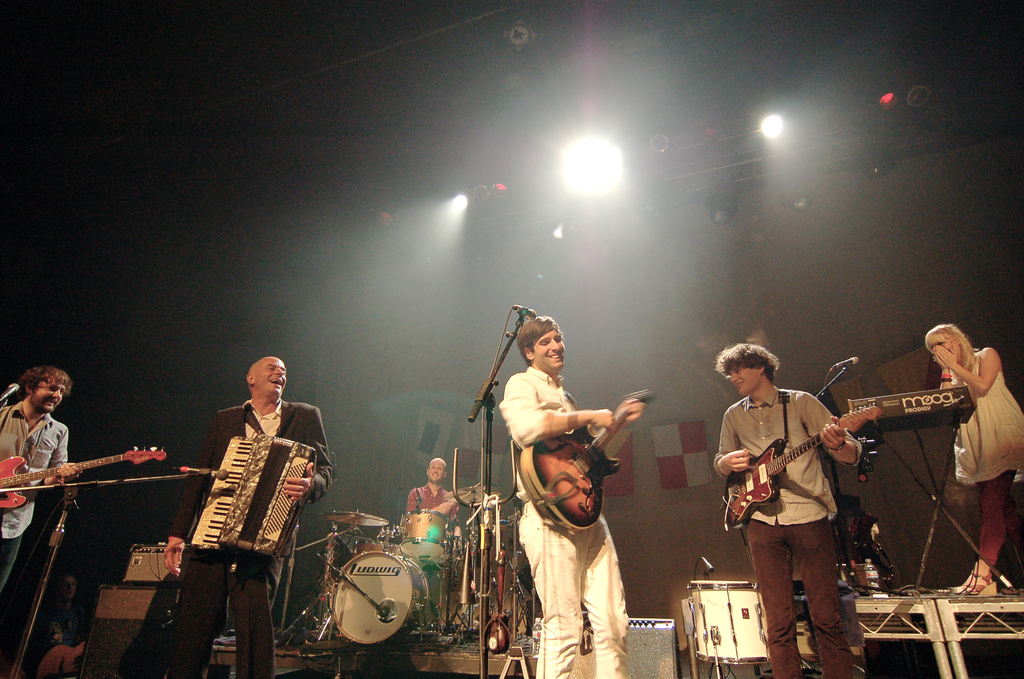
Shout Out Louds (2007)

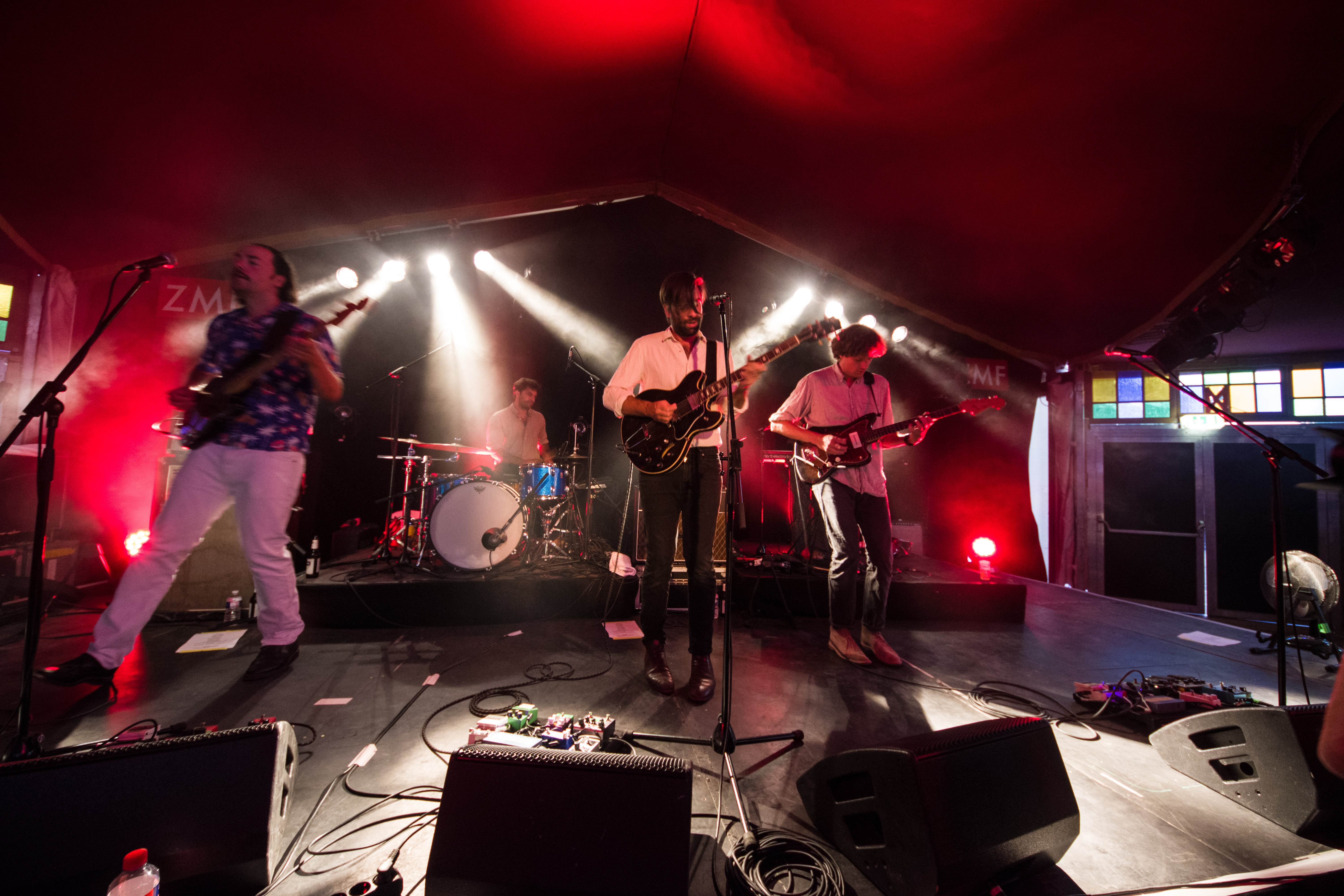
Shout Out Louds auf dem ZMF 2018 in Freiburg

Den Ursprung hatte die Band in Stockholm bei den drei Jugendfreunden Adam Olenius, Ted Malmros und Carl von Arbin. 2001 legten sie den Grundstein für die Shout Out Louds und holten sich mit Eric Edman und Bebban Stenborg noch einen Schlagzeuger und eine Keyboarderin dazu. Den ursprünglich gewählten Namen Luca Brasi mussten sie aufgeben, da bereits eine Band mit diesem Namen existierte. Sie schrieben sofort drei Lieder und produzierten ein Demoband, das ihnen einen Plattenvertrag mit dem Independent-Plattenlabel Bud Fox Recordings brachte. Die erste Veröffentlichung der Band war Anfang 2003 die EP 100°, die sich auf Anhieb in den schwedischen Charts platzieren konnte. Es folgte eine Tour durch Schweden mit Auftritten in benachbarten Ländern sowie zwei weitere Singleveröffentlichungen in Vorbereitung auf das Erscheinen des Debütalbums Howl Howl Gaff Gaff im Oktober noch im selben Jahr. Es erreichte Platz 35 der Albumcharts.
In der Folgezeit veröffentlichte die Band weitere Songs und ging weiter auf Tour. Eine Einladung führte sie nach Los Angeles und dort wurden sie von Capitol Records entdeckt und unter Vertrag genommen. 2005 erschien bei EMI und Capitol eine neue Version von Howl Howl Gaff Gaff, die für den internationalen Markt bestimmt war und eine andere Trackingliste aufweist. Promotet wurden die Shout Out Louds in den USA unter anderem mit Auftritten bei David Letterman und Jay Leno sowie einer US-Tour mit den Dears. Doch erst einmal beschränkte sich der internationale Erfolg auf zwei kleinere Charterfolge in den britischen Charts mit den Albumsongs The Comeback und Please, Please, Please. Dafür spielte die Band auf vielen Festivals in Deutschland und Europa, unter anderem auf dem Populario-, Southside-, dem Hurricane- und dem Roskilde-Festival.
Danach zogen sich die Schweden erst einmal wieder nach Europa zurück und produzierten ihr zweites Album Our Ill Wills zusammen mit Björn Ytlling von Peter Bjorn and John als Produzent. Es erschien 2007 zuerst in ihrer Heimat und brachte es dort bis unter die Top 10. Anschließend erschien es auch in den USA und konnte sich immerhin in den Top 30 der Independent-Charts platzieren. Besonders erfolgreich waren die Stücke Tonight I Have to Leave It und Impossible, die es in den US-Dance-Charts unter die Top 5 schafften.
Nach weiteren Touren nahm die Band 2008 erst einmal eine Auszeit, bevor sie sich im Jahr darauf an die Arbeiten für ihr nächstes Album machten. Diesmal wurde die LP mit dem Produzenten Phil Ek in den USA eingespielt. Veröffentlicht wurde Work im Februar in den USA beim Indie-Label Merge Records und in Deutschland bei Vertigo. Sie konnten damit den Erfolg des Vorgängers wiederholen und waren sogar für eine Woche auf Platz 200 der Billboard 200. Dazu schafften sie es erstmals auch sich im deutschsprachigen Raum zu etablieren und kamen in den deutschen Albumcharts bis auf Position 30 und hatten mit Fall Hard einen Singlehit. Außerdem spielten die Shout Out Louds 2010 ihre bis dahin erfolgreichste Tour.
Trotz des wachsenden Erfolgs strebten die Schweden eine Rückbesinnung an. Nach einer privaten und musikalischen Auszeit mit anderen Projekten zogen sie sich für ihr nächstes Album wieder nach Stockholm zurück und nahmen sich mit Johannes Berglund einen schwedischen Produzenten hinzu. Eineinhalb Jahre ließen sie sich für die Arbeit zeit, bevor Album Nummer vier mit dem Titel Optica Ende Februar 2013 erschien.
Nach einer mehrjährigen kreativen Pause, die für Familiengründungen und Soloprojekte genutzt wurde, spielte die Band von Oktober 2016 bis März 2017 ihr neues Album Ease My Mind ein, das offiziell im September 2017 auf den Markt kam. Zwei Singles, Oh Oh im April und der Starttrack des Albums Jumbo Jet, wurden im Juli 2017 dem Album vorausgeschickt.

## Rezeption
Ihr Song "Wish I Was Dead" wurde in der Serie O.C., California gespielt. Er ist auch auf dem Soundtrack von O.C Mix 5 vertreten. Auch "Go Sadness" wurde in der Serie verwendet. Außerdem wurde ihr Song "Tonight I Have to Leave It" in dem Film Love Vegas verwendet.

## Diskografie

### Alben
- 2003: Howl Howl Gaff Gaff (Skandinavien)
- 2005: Howl Howl Gaff Gaff (International)
- 2007: Our Ill Wills
- 2010: Work
- 2013: Optica
- 2017: Ease My Mind
- 2022: House

### EPs
- 2003: 100°
- 2004: Oh, Sweetheart
- 2004: Very Loud
- 2006: The Combines (Remixes)

### Singles
- 2003: Hurry Up Let's Go
- 2003: Shut Your Eyes
- 2004: Please Please Please
- 2004: Very Loud / Wish I Was Dead
- 2005: The Comeback
- 2006: Please Please Please
- 2007: Tonight I Have to Leave It
- 2008: Impossible
- 2010: Walls
- 2010: Fall Hard
- 2013: Walking in Your Footsteps
- 2017: Oh Oh[9]
- 2017: Jumbo Jet[10]